# Carlos Riolfo
Carlos Riolfo (5 de novembro de 1905 – 5 de dezembro de 1978) foi um futebolista uruguaio que integrou o plantel da Celeste Olímpica na ocasião do título mundial de 1930.  Foi um meio campista que actuou  no  Peñarol, equipe na qual foi campeão uruguaio em 1928, 1929 e 1934, tendo atuado também com o seleccionado de seu país na Copa Lipton (uma competição em um único jogo contra os argentinos que era realizada sem muita regularidade) em 1928.